# Mattias Mete
Mattias Mete (sinh ngày 30 tháng 5 năm 1987) là một cầu thủ bóng đá người Thụy Điển thi đấu cho Syrianska FC ở vị trí tiền đạo.